# -in
Das deutsche Suffix -in leitet die weibliche Form einer Personen- oder – in einigen Fällen – auch einer Tierbezeichnung ab. Sprachhistorisch nicht verwandt mit dem Suffix ist die Endung -in in einigen Stoff- und Ortsnamen.

## Weibliche Form von Personenbezeichnungen
Das unbetonte Suffix -in (Plural: -innen) findet sich als grammatisch feminine Form einer Personenbezeichnung mit dem semantischen Merkmal [+weiblich −männlich] für Frauen. Abgeleitet (moviert) wird von der maskulinen Form oder dem Wortstamm einer Amts-, Berufs- oder Tätigkeitsbezeichnung (Nomen Agentis); der Online-Duden führt laut eigenen Angaben 12.000 Bezeichnungen in jeweils männlicher und weiblicher Form:
- Kanzler – Kanzlerin
- Lehrer – Lehrerin
- Bote – Botin

Moviert wird ausschließlich zur Sichtbarmachung des weiblichen Sexus (natürliches Geschlecht), nicht des weiblichen Genus (grammatikalisches Geschlecht). „Die Gesellschaft ist Arbeitgeberin“ ist demnach falsch, da eine Gesellschaft kein natürliches Geschlecht besitzt.
Trivia

## Stoffnamen
In der chemischen Nomenklatur steht das betonte Suffix -in (Plural: -ine) beispielsweise für Alkine; außerhalb der Nomenklatur findet es sich als Suffix für Alkaloide, Amine, Aminosäuren und andere chemische Verbindungen.

## Ortsnamen
Die Ortsnamen auf -in mit Endsilbenbetonung sind aus unterschiedlichen slawischen Ortsnamentypen entstanden, beispielsweise
- aus Personennamen gebildete Ortsnamen auf -in oder -yn:
  - Boitin (in Mecklenburg), entstanden aus *Bytyn (der Asterisk * steht für eine nicht überlieferte Form, die nur durch Vergleich rekonstruiert wurde)
  - Növenthin (im Wendland), aus *Novętin
  - Eutin, aus Utin
- appellativische Ortsnamen:
  - Gollin (im Kreis Templin), aus *Goldin
  - Schwerin (in Mecklenburg, Pommern und der Grenzmark), aus *Zvěrin
- appellativische Ortsnamen auf -en oder ursprünglich -eń:
  - Kammin (im Kreis Wismar) und Camin (im Kreis Hagenow), aus *Kameń[5]
- Naturnamen auf -ina:
  - Klötzin (in den Kreisen Oldenburg und Belgard), aus *Kľučina
- Neutrumsformen auf -ino und -yno:
  - Gnewin (im Kreis Lauenburg, Pommern), aus *Gněvino